# دنيس شولتز
دنيس شولتز (بالإنجليزية: Dennis Schultz)‏ هو منافس ألعاب قوى أمريكي، ولد في 19 فبراير 1951.